# Lužnice, Srbija
Lužnice (izvirno srbsko Лужнице) je naselje v Srbiji, ki upravno spada pod mesto Kragujevac; slednje pa je del Šumadijskega upravnega okraja.

## Demografija
V naselju živi 877 polnoletnih prebivalcev, pri čemer je njihova povprečna starost 44,5 let (43,2 pri moških in 45,7 pri ženskah). Naselje ima 310 gospodinjstev, pri čemer je povprečno število članov na gospodinjstvo 3,44.
|  |

| Demografija | Demografija     | Demografija     |
| Leto        | Št. prebivalcev | Št. prebivalcev |
| ----------- | --------------- | --------------- |
|             |                 |                 |
|             |                 |                 |
|             |                 |                 |
|             |                 |                 |
| 1948        | 1627            |                 |
| 1953        | 1584            |                 |
| 1961        | 1526            |                 |
| 1971        | 1406            |                 |
| 1981        | 1330            |                 |
| 1991        | 1212            | 1168            |
| 2002        | 1125            | 1065            |
|             |                 |                 |

| Etnična sestava po popisu iz leta 2002 | Etnična sestava po popisu iz leta 2002 | Etnična sestava po popisu iz leta 2002 | Etnična sestava po popisu iz leta 2002 | Etnična sestava po popisu iz leta 2002 |
| -------------------------------------- | -------------------------------------- | -------------------------------------- | -------------------------------------- | -------------------------------------- |
| Srbi                                   | Srbi                                   |                                        | 1.055                                  | 99,06%                                 |
| Črnogorci                              | Črnogorci                              |                                        | 2                                      | 0,18%                                  |
| Romi                                   | Romi                                   |                                        | 1                                      | 0,09%                                  |
| Neznano                                | Neznano                                |                                        | 6                                      | 0,56%                                  |